# Oxyopes javanus
Oxyopes javanus es una especie de araña de la familia de los oxiópidos o arañas lince, nativa del sudeste de Asia, incluyendo India, China hasta Java en Indonesia, y Filipinas. Se reconoce una subespecie, Oxyopes javanus nicobaricus, nativa de las Islas Nicobar.